# 대청

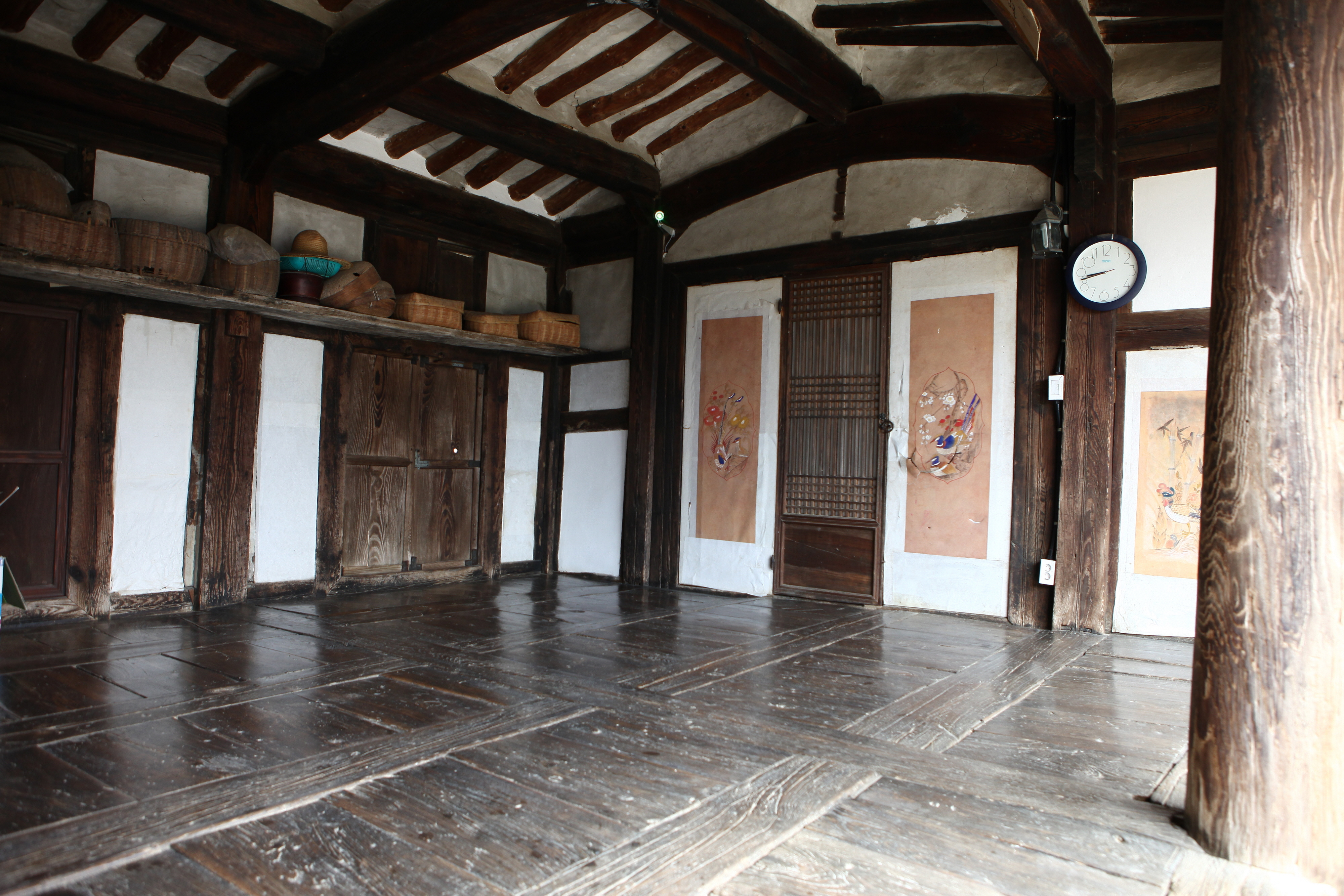
구례 운조루 고택 안채 대청마루

대청(大廳)은 한옥에서 몸채의 방 사이에 있는 큰 마루이다. 양반과 같은 상류층이 살던 주택의 큰 마루로, 조상의 지방을 모시고 제례를 거행하는 장소로 쓰여 상징적이고 권위적인 의미를 띤다.

## 특징
신분의 상징성과 권위성을 나타내는 장소로서, 조상의 제사를 지내는 공간이나 성주(城主)라는 가신을 모시는 장소로 이용된다. 집의 가운데 있으며, 공간적인 측면에서 볼 때 다른 방을 지배하는 중심적 기능을 가지고 있다.
바닥의 재료와 구조가 목조로 짜여지고 바닥이 지면으로부터 떨어져 있으므로 그 밑으로 통풍이 가능하다. 또한, 외벽의 일부가 개방되어 있거나 개폐가 쉽게 되어 있다. 상류층의 주택에서는 일반적으로 안채에는 안대청이 있고 사랑채에는 사랑대청이 있는데, 이들의 위치는 주로 각 채의 중심부에 배치되어 있다. 또한, 마당에서 안이 들여다보이지 않도록 하고, 바닥에는 돗자리를 깐다.

## 같이 보기
- 한옥